# اسباب‌بازی فلزی (فیلم)
اسباب بازی فلزی یا اسباب بازی حلبی (به انگلیسی: Tin Toy) نام فیلم پویانمایی کوتاه به کارگردانی جان لستر و محصول سال ۱۹۸۸ استودیوی فیلمسازی پیکسار است. این فیلم، چهارمین انیمیشن کوتاه پیکسار است. این فیلم، موفق به دریافت جایزهٔ اسکار بهترین فیلم کوتاه پویانمایی و جوایز متعدد دیگر نیز شده‌است.

## چکیده داستان
این فیلم داستان یک اسباب‌بازی آهنگ‌زن است که به‌تازگی برای یک نوزاد گرفته شده …